# Sorex ornatus
Sorex ornatus är en däggdjursart som beskrevs av Clinton Hart Merriam 1895. Sorex ornatus ingår i släktet Sorex och familjen näbbmöss. IUCN kategoriserar arten globalt som livskraftig.
Denna näbbmus förekommer i västra USA i delstaten Kalifornien samt på halvön Baja California (Mexiko). Den vistas i låglandet och i bergstrakter upp till 2080 meter över havet. Arten lever i den låga vegetationen nära vattenansamlingar som insjöar, dammar och havet. Den hittas även i andra gräsmarker och i skogsgläntor. Antagligen vilar Sorex ornatus i underjordiska bon som skapades av andra djur.
Arten når en absolut längd av 89 till 108 mm, inklusive en 32 till 44 mm lång svans. Den har 12 till 13 mm långa bakfötter och cirka 6 mm långa öron. Vikten är 3 till 7 g. Pälsen har allmänt en brun färg och individer från norra delen av utbredningsområdet är mörkbruna. Svansen är tydlig uppdelad i en mörk ovansida och en ljus undersida. Sorex ornatus kan lätt förväxlas med Sorex monticolus och Sorex vagrans.
Arten äter insekter som lever i marken. Parningen sker från februari till sommaren och en kull har 3 till 5 ungar.

## Underarter
Arten delas in i följande underarter:
- S. o. relictus
- S. o. ornatus
- S. o. juncensis
- S. o. lagunae
- S. o. salarius
- S. o. salicornicus
- S. o. sinuosus
- S. o. willetti